# Luca Everink
Luca Everink (9 febbraio 2001) è un calciatore olandese, difensore del Go Ahead Eagles.

## Biografia
Nato in Olanda, ha origini indonesiane tramite il padre.

## Caratteristiche tecniche
Nato come ala sinistra, nel suo percorso giovanile ha arretrato il proprio raggio d'azione stabilendosi come terzino sinistro.

## Carriera
Cresciuto nel settore giovanile del Twente, debutta in prima squadra il 28 agosto 2021 giocando gli ultimi minuti del match di Eredivisie perso 2-0 contro il Cambuur; il 24 settembre seguente firma il suo primo contratto professionistico con il club biancorosso, valido fino al termine della stagione con opzione per un ulteriore anno.

## Statistiche
Statistiche aggiornate al 23 dicembre 2021.

### Presenze e reti nei club
| Stagione        | Squadra         | Campionato      | Campionato | Campionato | Coppe nazionali | Coppe nazionali | Coppe nazionali | Coppe continentali | Coppe continentali | Coppe continentali | Altre coppe | Altre coppe | Altre coppe | Totale | Totale | Totale |
| Stagione        | Squadra         | Comp            | Pres       | Reti       | Comp            | Pres            | Reti            | Comp               | Pres               | Reti               | Comp        | Pres        | Reti        | Pres   | Reti   |        |
| --------------- | --------------- | --------------- | ---------- | ---------- | --------------- | --------------- | --------------- | ------------------ | ------------------ | ------------------ | ----------- | ----------- | ----------- | ------ | ------ | ------ |
| 2021-2022       | Twente          | ED              | 4          | 0          | CO              | 0               | 0               |                    | -                  | -                  |             | -           | -           | 4      | 0      |        |
| Totale carriera | Totale carriera | Totale carriera | 4          | 0          |                 | 0               | 0               |                    | -                  | -                  |             | -           | -           | 4      | 0      |        |

## Palmarès

### Club

#### Competizioni nazionali
- Coppa dei Paesi Bassi: 1

Go Ahead Eagles: 2024-2025